# NGC 615
NGC 615 је спирална галаксија у сазвежђу Кит која се налази на NGC листи објеката дубоког неба.
Деклинација објекта је - 7° 20' 25" а ректасцензија 1h 35m 5,7s. Привидна величина (магнитуда) објекта NGC 615 износи 11,7 а фотографска магнитуда 12,5. Налази се на удаљености од 27,153 милиона парсека од Сунца. NGC 615 је још познат и под ознакама MCG -1-5-8, IRAS 01325-0735, PGC 5897.